# The Ritual (2017)
The Ritual ist ein britischer Horrorfilm des US-amerikanischen Regisseurs David Bruckner aus dem Jahr 2017. Der Film basiert auf dem gleichnamigen Roman von Adam Nevill, der 2011 erschienen ist. Die Hauptrollen spielen Rafe Spall, Rob James-Collier, Sam Troughton und Arsher Ali.
Premiere feierte The Ritual am 8. September 2017 auf dem Toronto International Film Festival. In den britischen Kinos erschien der Film am 13. Oktober 2017. Die internationale Veröffentlichung erfolgte am 9. Februar 2018 auf der Video-on-Demand-Plattform des Streaminganbieters Netflix.

## Handlung
Die vier Freunde Luke, Hutch, Dom und Phil begeben sich auf den Fernwanderweg Kungsleden im nordschwedischen Nationalpark Sarek. Dort gedenken sie ihres verstorbenen Freundes Robert, der sechs Monate zuvor bei einem Raubüberfall auf einen Supermarkt getötet wurde. Luke, der bei dem Überfall dabei war, hatte Robert aus Angst nicht geholfen und musste zusehen, wie Letzterer brutal getötet wurde. Seither wird Luke von Schuldgefühlen und Albträumen geplagt.
Nachdem Dom sich auf ihrer Wanderung am Knie verletzt und nur schwer weitergehen kann, schlägt Hutch vor, eine Abkürzung durch einen Wald zu nehmen. Auf ihrem Weg durch den Wald stoßen sie zunächst auf einen ausgeweideten Elch, der zwischen zwei Bäumen hängt. Später findet die Gruppe in Baumstämme eingeritzte Runen. Als am Abend Regen einsetzt, kommen die vier Männer in einer verlassenen Hütte unter. Auf dem Dachboden findet Phil eine hölzerne Figur in Menschengestalt, jedoch ohne Kopf, und mit Geweihen als Hände. In der Nacht wird jeder der Freunde von Albträumen heimgesucht: Luke träumt von dem Raubüberfall auf den Supermarkt und wacht mit vier blutenden Stichwunden in der Brust auf. Phil kniet auf dem Dachboden vor der hölzernen Figur und scheint sie anzubeten.
Verstört von den Ereignissen versuchen die vier, einen Weg aus dem Wald zu finden. Luke erklimmt eine Anhöhe und sieht eine seltsame Kreatur, von der die Gruppe offenbar verfolgt wird. Als Luke den anderen davon erzählen will, kommt es zu einem Streit zwischen ihm und Dom. Dom wirft Luke vor, Schuld an Roberts Tod zu sein, weil er ihn nicht beschützt hatte. Verletzt und wütend schlägt Luke Dom nieder. Als schließlich die Nacht anbricht, schlagen sie ihre Zelte auf und Hutch erklärt Luke, dass er ihn am nächsten Morgen alleine nach Südwesten losschicken will, um Hilfe zu holen. In der Nacht wird Hutch jedoch von der Kreatur angefallen und verschleppt. Auf der Suche nach Hutch verlaufen sich die Anderen und entscheiden sich, ohne ihre Ausrüstung weiterzugehen. Schließlich finden sie Hutch, welcher, wie der Elch zuvor, ausgeweidet zwischen zwei Bäumen hängt. Mit Hilfe von Hutchs Kompass gehen die drei verbleibenden Freunde weiter und stoßen auf ein bewohntes Dorf, welches sie jedoch umgehen, weil sie den Verdacht hegen, dass die Dorfbewohner hinter den Attacken stecken könnten.
In der darauffolgenden Nacht wird Phil von der Kreatur getötet, während sich Luke und Dom im Dickicht verstecken können. Als sie schließlich von der Kreatur entdeckt werden, laufen beide davon und folgen einem mit Fackeln ausgeleuchteten Weg, der sie direkt in das zuvor entdeckte Dorf führt. Dort werden sie von den Bewohnern gefasst und in eine Hütte eingesperrt. Während Dom als Opfer dargebracht werden soll, erklärt eine der Bewohnerinnen Luke, dass er von der Kreatur aufgrund seines seelischen Schmerzes wegen Roberts Tod ausgewählt wurde, um an dem Ritual teilzunehmen. Daher auch die vier Stichwunden auf seiner Brust: er war markiert worden. Luke soll wie die anderen Dorfbewohner die Kreatur, bei der es sich um einen Jötunn namens „Moder“ handelt, anbeten und damit unsterblich werden. Moder soll, laut eines Dorfbewohners, ein Abkömmling des Gottes Loki sein. Falls sich Luke weigern sollte, dann würde er, wie seine Freunde, an den Bäumen aufgespießt.
Die Opfergabe von Dom in der Nacht lockt den Jötunn in das Dorf. Währenddessen kann sich Luke befreien und findet auf dem Dachboden der Hütte einen Raum, in dem sich mumifizierte Leichen befinden, welche er mit Hilfe einer Fackel anzündet. Außerdem findet Luke ein Jagdgewehr und eine Axt und kann entkommen. Die mittlerweile in Brand geratene Hütte veranlasst den Jötunn, die Dorfbewohner zu töten. Als Luke auf die Kreatur schießt, beginnt sie, ihn zu verfolgen. Luke kann sie mit Hilfe der Axt zurückschlagen und entkommt aus dem Wald. An der Grenze zum Wald, die der Jötunn offenbar nicht überschreiten kann, stehen sich beide schließlich schreiend gegenüber. Luke kehrt der Kreatur den Rücken zu und begibt sich zurück in die Zivilisation.

## Hintergrund und Produktion
| Figur                        | Darsteller        | Deutscher Sprecher |
| ---------------------------- | ----------------- | ------------------ |
| Luke                         | Rafe Spall        | Sascha Draeger     |
| Hutch                        | Rob James-Collier | Dennis Schmidt-Foß |
| Dom                          | Sam Troughton     | Imme Aldag         |
| Phil                         | Arsher Ali        | Daniel Montoya     |
| Junkie (am Beginn des Films) | Matthew Needham   | -                  |

Der von Entertainment One (eOne) finanzierte und produzierte Film wurde im Februar 2017 auf dem Berliner European Film Market, einem Handelsplatz der Filmindustrie, erstmals vorgestellt.
Als Produzenten waren auch Jonathan Cavendish und Andy Serkis mit ihrer Produktionsgesellschaft The Imaginarium beteiligt, welche im selben Jahr bereits die Produktion der britischen Filmbiografie Solange ich atme verantworteten. Nach der Filmpremiere am 9. September 2017 auf dem Toronto International Film Festival wurde bekannt, dass Netflix für 4,75 Millionen US-Dollar die internationalen Vertriebsrechte an The Ritual, mit Ausnahme des britischen Marktes, gekauft hat.
Obwohl der Film in Schweden spielt, wurde The Ritual im Spätherbst in den transsilvanischen Alpen in Rumänien gedreht.

## Rezeption
The Ritual erhielt überwiegend gemischte bis positive Kritiken. Der US-amerikanische Aggregator Rotten Tomatoes erfasst mehrheitlich wohlwollende Pressekritiken und ordnet den Film als „Frisch“ ein. Laut dessen Konkurrent Metacritic fielen die Bewertungen im Mittel „Gemischt oder Durchschnittlich“ aus.
Für Sebastian Stumbek von Moviebreak.de „erweist sich [der Film] insgesamt als gelungener Horrorbeitrag, der handwerklich sauber umgesetzt wurde und mit einer packenden Atmosphäre zu punkten weiß, auch wenn ihm in seinem letzten Akt ein wenig die Puste ausgeht“. Lauterfilme.de meint The Ritual sei ein „sehr passabler Horrorfilm mit ein paar frischen Ansätzen“, in dem „bei der Auflösung […] doch eine Menge Fragen offen“ bleiben.